# Boloria sabulocollis
Boloria sabulocollis är en fjärilsart som beskrevs av Köhler 1977. Boloria sabulocollis ingår i släktet Boloria och familjen praktfjärilar. Inga underarter finns listade i Catalogue of Life.